# C&M Eagles Sales FC
Der C&M Eagles Sales Football Club ist ein Fußballverein aus Mbabane, Eswatini.

## Geschichte
Der Verein spielte Mitte der 90er Jahre mehrere Saisons erfolgreich in der Premier League of Eswatini. Dabei war der dritte Platz 1996 der größte Erfolg. Er konnte sich damit für die afrikanischen Wettbewerb qualifizieren, scheiterte dort am angolanischen Verein Petro Atlético Luanda. Bereits 1998/99 musste der Verein wieder absteigen und zog seine Mannschaft einige Jahre später aus den Ligabetrieb zurück.

## Statistik in den CAF-Wettbewerben
| Wettbewerb   | Runde    | Gegner                 | Hinspiel | Rückspiel |  |
| ------------ | -------- | ---------------------- | -------- | --------- |  |
|              |          |                        |          |           |  |
| CAF Cup 1997 | 1. Runde | Textil do Pungué Beira | *        | *         |  |
|              | 2. Runde | Petro Atlético Luanda  | 0:1 (A)  | 0:2 (H)   |  |

- 1997: Der Verein Textil do Pungué zog seine Mannschaft nach der Auslosung aus dem Wettbewerb zurück.